# 代々幡斎場

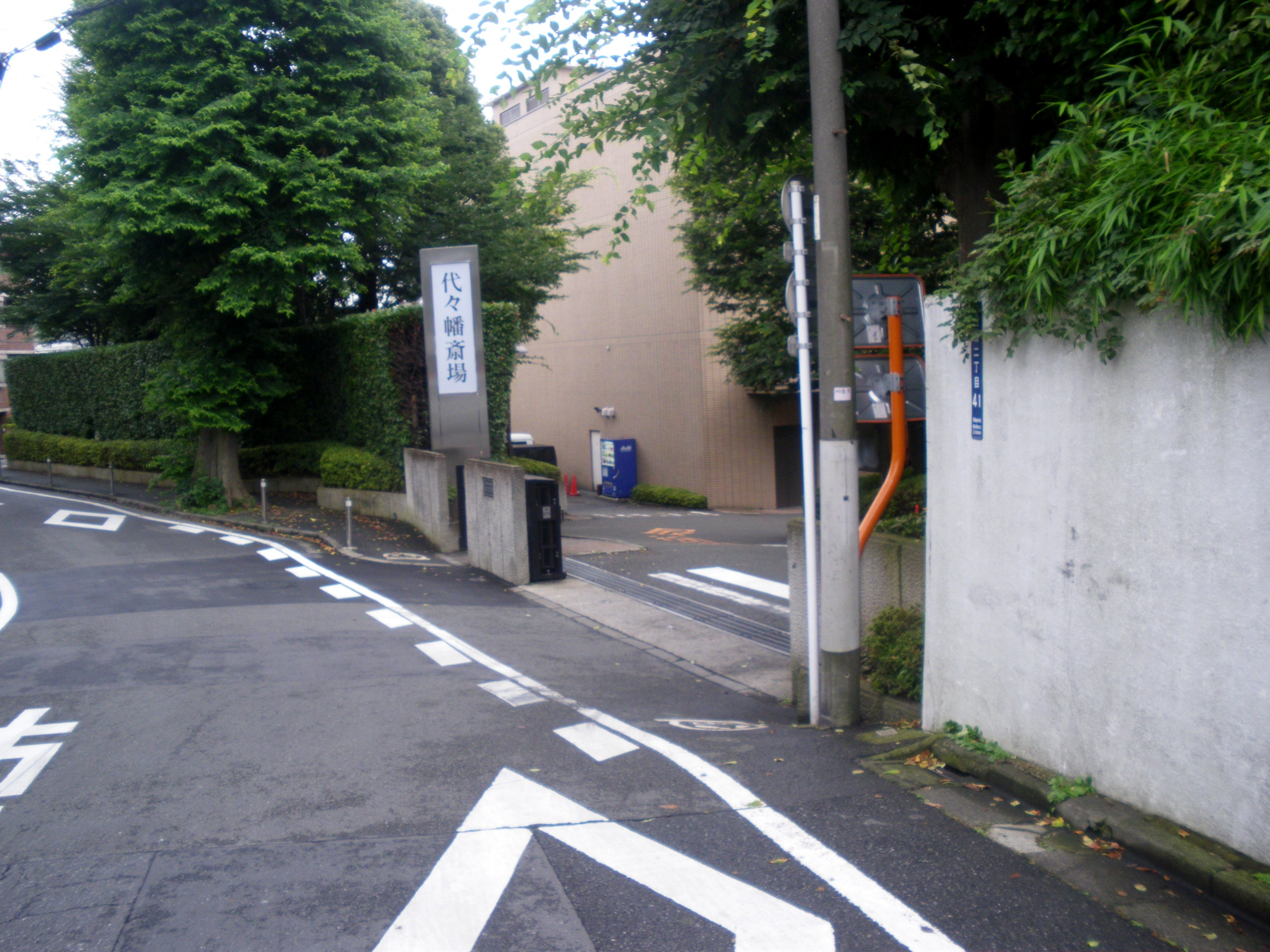
門

代々幡斎場（よよはたさいじょう）は、東京都渋谷区西原二丁目にある民間経営の火葬場・斎場。都市計画法に基づく都市計画事業（都市施設）名称は、「東京都市計画火葬場第1号代々木火葬場」である。

## 概要
当地では江戸時代からいくつかの寺院が合同して火屋（火葬場）を運営していた。歴史のある斎場である。（代々木上原#歴史も参照）
東京市区改正条例（都市計画法の前身）施行後は都市計画施設として1889年5月20日都市計画決定。
現在は、東京都に6つの斎場を有する東京博善株式会社（広済堂ホールディングスグループ）が経営している。かつての火葬棟は都会で見られる大型の寺院風になっていて、霊柩車を迎える車寄せは木造で瓦葺きの屋根が特徴だった。1996年（平成8年）11月に斎場棟や休憩室も含めて全面改築され、現在は他の斎場とほぼ同じデザインになっている。
名称の「代々幡斎場」はその現所在地がかつては豊多摩郡代々幡町という名の町であったことに由来する。

## 設備
- 火葬炉 10基　都市ガス燃料　ロストル式（最上等6基・特別室2基・特別殯館2基）
- 休憩室　5室
- 斎場（従来式場） 7室（うち2室は仕切り壁を移動させて大型式場にし、社葬などの大規模な葬儀に対応できるようにしている。）
- 斎場（新型式場） 7室（令和5年8月、家族葬などの小規模な葬儀向けに、休憩室だった7室（2階が1室。3階は6室）を式場兼会食会場に改装し、式場の順番待ちを短縮することが可能になる）[1]
- 控室 6室
- コーヒーコーナー 1ヵ所
- 売店 3ヵ所

## 営業内容
- 通夜は原則的に一斉に午後6時開式、午後7時閉式となっている。告別式は他の部屋、または外来（自宅葬やホール葬など）や、葬儀を行わない「直葬」の葬家と火葬の予約時間が重ならないよう、時間差で執り行われる。
- この斎場の式場を使用した場合の出棺は、式場棟から火葬棟まで棺を霊柩車に乗せて移動するか、または斎場職員が台車を使って火葬棟へ移動する方法のいずれかを選択できる。

## 葬儀・火葬が行われた有名人
- 青山孝史[2]
- 五代目三遊亭圓楽[3]
- 大山克巳[4]
- 春一番[5]
- 水島哲[6]
- 山内久[7]
- 野坂昭如（火葬のみ）[8]
- 前田健
- 荒戸源次郎[9]
- 伊藤強[10]
- 辛島文雄[11]
- 西部邁[12]
- 白川澄子
- 山口崇
- 竹内結子

## 最寄駅
- 京王新線幡ヶ谷駅から徒歩で6分
- 小田急小田原線・東京メトロ千代田線代々木上原駅から徒歩で13分